# Légisiklók
A légisiklók a kitalált Csillagok háborúja univerzumban antigravitációs (repulzoros) meghajtású, nagy sebességű és jó manőverezőképességű légköri személyi szállítójárművek.
Noha az egyes típusok teljesítménye változó, a légisiklók általában a viszonylag alacsony röpmagasságú járművektől a primitív repülőgépeknek megfelelő modellekig terjednek, mely utóbbiak akár 25 km-es magasságban is működőképesek. A legtöbb légisikló magassághatára 250 méter alatt van [forrás?].
A Csillagok háborúja filmekben számtalan fajta légisikló szerepel, a Zam Wessell nevű fejvadász(nő) felhősiklójától (A klónok támadása) Luke Skywalker Incom T-16-os „Légiszöcskéjén” – szintén felhősikló – át (amelynek makettjével a IV. epizódban az egyik anchorheadi színben játszik) egészen a legkomolyabb szerepet kapó T-47-es lázadó „hósiklóig” (A Birodalom visszavág). A „járulékos” művekben (képregények, lexikonok) nemcsak ezek szerepelnek, hanem még több modell, sokuk részletes technikai fantázialeírással.
A légisiklók mint harcjárművek kiválóan alkalmasak a partizántaktikára; csúcssebességük meghaladja a 900 km/h-t. Karcsúak és áramvonalasak; a sebességvesztés nélküli gyors fordulókat mechanikus vezérsíkok teszik lehetővé. Képességeik miatt nagyon nehéz szenzorokkal felderíteni őket, és bár nem olyan strapabíróak, mint a felhőkatamaránok, eltalálni jóval nehezebb őket.
A helyi kormányok, hatósági szervek, valamint a Lázadó Szövetség / Új Köztársaság haderői a módosított légisiklók számos típusát használják.
A légisiklók meghajtásukból következően, csak egy bolygó légkörében vagy legalábbis bolygóközelben tudnak működni, ugyanis a mélyűrben, gravitációs erőteret generáló égitest híján, az antigravitációs hajtómű nem tud mivel szemben ellenhatást kifejteni. Ennek ellenére űrhajókat is neveznek siklóknak (pl. Lambda-siklók), de itt pusztán a magyar fordítások felszínes névazonosságáról van szó. Angolul a két megnevezés eltér: airspeeder (légisikló) ill. shuttle (űrsikló).

## T-16 „Szöcske”
Jármű: Incom T-16 polgári légisikló
Típus: Légjáró
Hossz: 8 méter
Meghajtás: 2 antigravitációs hajtómű (DCJ-45), 1 ion tolóhajtómű (E16/x)
Csúcssebesség: 1200 km/h
Csúcsmagasság: 300 km
Legénység: 1 fő
Utaslétszám: 1 fő
Rakterület: 0,3 köbméter; 10 kg
Készletek: Nincs
Fedélzeti számítógép: keresőradarral kombinált alap lőképelemző számítógép
Fegyverzet: Sűrített levegővel működő puska (polgári gépeken ritka)
Megjegyzés: A manőverezést giro-stabilizátorok segítik. Luke egy T-16 típusjelzésű légjáró tulajdonosa, mellyel a Beggar-kanyon szűk hasadékaiban szokott barátaival száguldozni és a rejtett üregekben buckapatkányokra vadászni. Luke kiváló pilóta, így még a pokolian szűk Diaboló-résen és a hajmeresztő Tűfokon is át mert repülni.

## T-47
Jármű: Incom T-47 polgári légisikló
Típus: Légisikló
Hossz: 2,3 méter
Meghajtás: antigravitációs hajtómű
Legénység: 1 fő
Utaslétszám: 1 fő
Rakterület: 0,3 köbméter; 10 kg
Készletek: Nincs
Fedélzeti számítógép: Nincs
Fegyverzet: Nincs
Megjegyzés: A T-47 régi, de népszerű légisikló típus, amely gyorsaságáról és manőverező képességéről híres. Noha már több mint tíz standard éve nem gyártják, mégis a serdülők és a fiatalok kedvence, mivel könnyű karbantartani, beszerezhetők hozzá tartalék alkatrészek, és nem nehéz úgy módosítani, hogy növekedjen a csúcssebessége.

## Légi csatasikló (T-47, módosított)
Jármű: Szövetségi légi csatasikló
Típus: Módosított harci légisikló
Hossz: 3 méter
Legénység: 1 fő + 1 fő másodpilóta
Utaslétszám: 0 fő
Rakterület: 0,3 köbméter; 10 kg
Készletek: Nincs
Fedélzeti számítógép: Nincs
Fegyverzet: Iker lézerágyú, energiaszigony
Megjegyzés: Sosem gyártották sorozatban; egységesített karosszéria és hajtómű. Csak használtan és csak a feketepiacon beszerezhető.
Szerepe: A Lázadó Szövetség harci légisiklóit széleskörűen alkalmazza a Szövetség hadereje – olcsók, megbízhatók, szívósak, sebességük és tűzerejük kiváló. A Szövetség gyakran alakítja át szélsőséges környezeti viszonyokhoz a siklóit – hideg környezetben a siklók „hósiklók”, forró és száraz világokon „homoksiklók”, párás dzsungelbolygókon pedig „mocsársiklók”.
A híres hothi csatában a felkelők hósiklóinak birodalmi lépegetőkkel (AT-AT-k) kellett szembeszállniuk, és – megdöbbentő módon – a Luke Skywalker parancsnok által kidolgozott módszerrel sikerült megsemmisíteni néhány lépegetőt.
A kétszemélyes pilótafülkében a pilóta előre néz, a másodpilóta pedig hátrafelé, és a szokásos másodpilótai feladatok mellett ő kezeli az energiaszigonyt is.